# Still Waters
Still Waters es el vigésimo primer álbum de estudio de los Bee Gees, lanzado en marzo de 1997. El álbum fue un proyecto complejo. En 1995 los hermanos Gibb crearon una compilación de baladas llamada Love Songs con algunas nuevas grabaciones. El álbum fue rechazado y las nuevas canciones fueron incluidas en otro álbum posterior. Los hermanos grabaron nuevas canciones en 1996 y el nuevo álbum fue finalmente lanzado en marzo de 1997. El resultado de 3 años de grabaciones fue su más grande éxito en más de 15 años, apoyado por críticas muy positivas. El álbum vendió por sobre las 5 millones de copias alrededor del mundo, llegando al #2 en Reino Unido y #11 en Estados Unidos. Polydor Records pudo haber dañado las ventas iniciales de Still Waters en Estados Unidos ya que la mayoría de las copias fueron vendidas duranta la primera semana del lanzamiento, lo que causó que al debut del álbum éste solo llegara al lugar #11. Los Bee Gees hicieron el álbum con una variedad de productores top, incluyendo a Russ Titelman, David Foster, Hugh Padgham, y Arif Mardin. El primer sencillo del álbum, «Alone» fue un hit mundial, llagando al puesto #5 en Reino Unido y #28 en EUA, donde estuvo antes en un primer debut en el puesto #34. «I Could Not Love You More» y «Still Waters Run Deep» estuvieron además en el Top 20 de Reino Unido.
En 2003 Robin Gibb regrabó «My Lover's Prayer» en un dueto con Alistair Griffin. Éste alcanzó el puesto #5 en las listas de Reino Unido como un sencillo de doble lado A con la canción en solista de Griffin Bring It On. Además aparece en el álbum Bring It On que fue #12 en Reino Unido.

## Lista de canciones
1. Alone
«Alone» es el tema de apertura y fue también el primer sencillo del álbum. La canción es una balada pop escrita por Barry, Robin y Maurice Gibb, grabada en 1996. El tema fue un gran éxito alrededor del mundo, siendo #5 en Reino Unido y dominando las listas en Hong Kong, Tailandiay Malasia siendo #1 en esos tres países. En los Estados Unidos el sencillo llegó a la posición 28 de la lista.

### Lista de canciones del sencillo
1. «Alone» (Single Mix)
2. «Stayin' Alive (Live)»
3. «You Should Be Dancing» (Decadance)
4. «Rings Around The Moon» – 4:49

2. «I Surrender» – 4:18
3. «I Could Not Love You More» – 3:43
4. «Still Waters (Run Deep)» – 4:08
5. «My Lover's Prayer» – 4:00
6. «With My Eyes Closed» – 4:19
7. «Irresistible Force» – 4:36
8. «Closer Than Close» – 4:34
9. «I Will» – 5:08
10. «Obsessions» – 4:43
11. «Miracles Happen» – 4:12 
12. «Smoke And Mirrors» – 5:00
Todas las composiciones por Barry, Robin y Maurice Gibb.
- Datos: Q1187747